# Heather McLean
Heather McLean-Carruthers (ur. 4 stycznia 1993 w Winnipeg) – kanadyjska łyżwiarka szybka, srebrna medalistka mistrzostw świata.

## Kariera
Na mistrzostwach świata na dystansach w Inzell w 2019 zdobyła srebrny medal w biegu drużynowym. Była też między innymi piąta w biegu na 1500 m na mistrzostwach świata na dystansach w Gangneung dwa lata wcześniej.
W 2018 roku wystartowała na igrzyskach olimpijskich w Pjongczangu, gdzie zajęła 14. miejsce w biegu na 500 m i 25. w biegu na 1000 m. Na rozgrywanych cztery lata później igrzyskach olimpijskich w Pekinie w swoim jedynym starcie zajęła 27. miejsce w biegu na 500 m.